# チャチューンサオ駅
チャチューンサオ駅（チャチューンサオえき、タイ語:สถานีรถไฟชุมทางฉะเชิงเทรา）は、タイ王国中部チャチューンサオ県ムアンチャチューンサオ郡にある、タイ国有鉄道東本線の駅である。

## 概要
チャチューンサオ駅は、タイ王国中部チャチューンサオ県の県庁所在地で、人口約15万人が暮らすムアンチャチューンサオ郡にあり、駅の正面側（南側）が、市街地である。
レムチャバン港やマープタープット工業港を含むタイ東部臨海工業地帯への支線網の分岐駅であり、貨物列車の発着も多く、有効長の長い貨物列車向けの着発線や側線が設けられている。
東部臨海工業地帯方面の貨物列車は、当駅の西方、ラートクラバン内陸コンテナデポ駅（フアタケー駅分岐）やバーンスー操車場方面との間で運行されるほか、当駅北方、クローンシップカーオ - ケンコーイ線を経て東北本線や北本線沿線方面との間でも運行されている。
1994年から2004年にかけて実施された改良工事で、東線の当駅以西の区間は、バンコク都内のフアマーク駅まで三線区間となり、引き続き当駅からサッタヒープ支線を経由してレムチャバンまでの区間の複線化も実施された。2010年現在、東線当駅 - クローンシップカーオ駅間及びクローンシップカーオ - ケンコーイ線の複線化が着工に向けて準備中である。
また、サッタヒープ支線とクローンシップカーオ - ケンコーイ線方面との間で運転される貨物列車について、当駅での方向転換を避けてスルー運転するため、当駅の東側でサッタヒープ支線と東線の本線を短絡する貨物線の建設も計画されている。

## 歴史
1908年1月24日、タイ国鉄東本線のクルンテープ駅（バンコク） - チャチューンサオ間開通に伴い、開業。開業当初は終着駅であったが、17年後の1925年1月1日にカビンブリー駅まで延長され中間駅となった。さらに64年後の1989年7月14日に、当駅で東本線から分岐するサッタヒープ支線が開通し、分岐駅となった。
- 1908年1月24日 【開業】クルンテープ駅　-　チャチューンサオ駅 (60.99km)
- 1925年1月1日  【開業】チャチューンサオ駅 - カビンブリー駅 (100.27km)
- 1989年7月14日 【開業】チャチューンサオ駅 - バーンプルータールアン駅 (123.04km)

## 駅構造
単式及び島式1面の複合型ホーム2面2線をもつ地上駅であり、駅舎はホームに面している。単式ホームは切欠きホームとなっており主にバンコク方面からの当駅を始終着とする列車に使用されている。

## 駅周辺

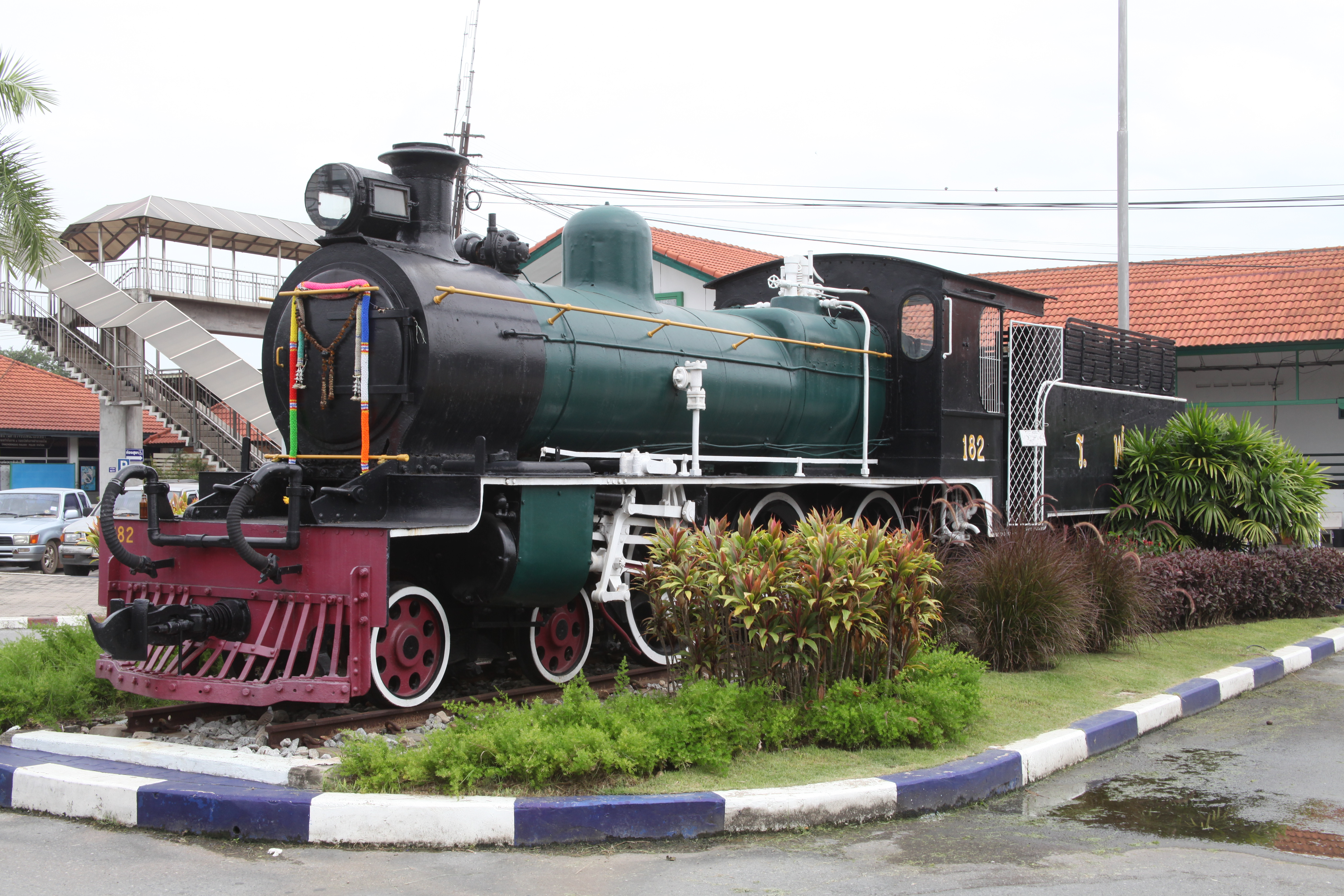
蒸気機関車182号機

- チャチューンサオバスターミナル (800m)
- チャチューンサオ工科大学 (900m)
- Big C（スーパーマーケット）(1km)

### 蒸気機関車
当駅駅前に、退役した182蒸気機関車（1919年N.B.L.Co.Hyde.Park製、製造番号22258）が静態保存されている。